# Batomys granti
Batomys granti је врста глодара из породице мишева (Muridae).

## Распрострањење
Ареал врсте је ограничен на једну државу. Филипини су једино познато природно станиште врсте.

## Станиште
Станишта врсте су шуме и морски екосистеми. 

## Угроженост
Ова врста је на нижем степену опасности од изумирања, и сматра се скоро угроженим таксоном.